# Kinas Grand Prix 2016
Kinas Grand Prix 2016 (officielt navn: 2016 Formula 1 Pirelli Chinese Grand Prix) var et Formel 1-løb som blev arrangeret 17. april 2016 på Shanghai International Circuit. Det var det tredje løb i Formel 1-sæsonen 2016 og 13. gang at Kinas Grand Prix blev arrangeret. Løbet blev vundet af Mercedes-køreren Nico Rosberg, som startede fra pole position. På andenpladsen kom Ferraris Sebastian Vettel, mens Red Bulls Daniil Kvjat tog tredjepladsen.

## Resultater

### Kvalifikation
| Pos.               | Nr. | Kører             | Konstruktør               | Del 1     | Del 2    | Del 3     | Grid |
| ------------------ | --- | ----------------- | ------------------------- | --------- | -------- | --------- | ---- |
| 1                  | 6   | Nico Rosberg      | Mercedes                  | 1.37,669  | 1.36,240 | 1.35,402  | 1    |
| 2                  | 3   | Daniel Ricciardo  | Red Bull Racing-TAG Heuer | 1.37,672  | 1.36,815 | 1.35,917  | 2    |
| 3                  | 7   | Kimi Räikkönen    | Ferrari                   | 1.37,347  | 1.36,118 | 1.35,972  | 3    |
| 4                  | 5   | Sebastian Vettel  | Ferrari                   | 1.37,001  | 1.36,183 | 1.36,246  | 4    |
| 5                  | 77  | Valtteri Bottas   | Williams-Mercedes         | 1.37,537  | 1.36,831 | 1.36,296  | 5    |
| 6                  | 26  | Daniil Kvjat      | Red Bull Racing-TAG Heuer | 1.37,719  | 1.36,948 | 1.36,399  | 6    |
| 7                  | 11  | Sergio Pérez      | Force India-Mercedes      | 1.38,096  | 1.37,149 | 1.36,865  | 7    |
| 8                  | 55  | Carlos Sainz, Jr. | Toro Rosso-Ferrari        | 1.37,656  | 1.37,204 | 1.36,881  | 8    |
| 9                  | 33  | Max Verstappen    | Toro Rosso-Ferrari        | 1.38,181  | 1.37,265 | 1.37,194  | 9    |
| 10                 | 27  | Nico Hülkenberg1  | Force India-Mercedes      | 1.38,165  | 1.37,333 | ingen tid | 131  |
| 11                 | 19  | Felipe Massa      | Williams-Mercedes         | 1.38,016  | 1.37,347 |           | 10   |
| 12                 | 14  | Fernando Alonso   | McLaren-Honda             | 1.38,451  | 1.38,826 |           | 11   |
| 13                 | 22  | Jenson Button     | McLaren-Honda             | 1.37,593  | 1.39,093 |           | 12   |
| 14                 | 8   | Romain Grosjean   | Haas-Ferrari              | 1.38,425  | 1.39,830 |           | 14   |
| 15                 | 9   | Marcus Ericsson   | Sauber-Ferrari            | 1.38,321  | 1.40,742 |           | 15   |
| 16                 | 12  | Felipe Nasr       | Sauber-Ferrari            | 1.38,654  | 1.42,430 |           | 16   |
| 17                 | 20  | Kevin Magnussen   | Renault                   | 1.38,673  |          |           | 17   |
| 18                 | 21  | Esteban Gutiérrez | Haas-Ferrari              | 1.38,770  |          |           | 18   |
| 19                 | 30  | Jolyon Palmer     | Renault                   | 1.39,528  |          |           | 19   |
| 20                 | 88  | Rio Haryanto      | Manor-Mercedes            | 1.40,264  |          |           | 20   |
| 107%-tid: 1.43,791 |     |                   |                           |           |          |           |      |
| —                  | 94  | Pascal Wehrlein2  | Manor-Mercedes            | ingen tid |          |           | 212  |
| —                  | 44  | Lewis Hamilton3   | Mercedes                  | ingen tid |          |           | 223  |
| Kilde:             |     |                   |                           |           |          |           |      |

### Løbet
| Pos.   | Nr. | Kører             | Konstruktør               | Omgange | Tid/Udgået  | Startpos. | Point |
| ------ | --- | ----------------- | ------------------------- | ------- | ----------- | --------- | ----- |
| 1      | 6   | Nico Rosberg      | Mercedes                  | 56      | 1.38.53,891 | 1         | 25    |
| 2      | 5   | Sebastian Vettel  | Ferrari                   | 56      | +37,776     | 4         | 18    |
| 3      | 26  | Daniil Kvjat      | Red Bull Racing-TAG Heuer | 56      | +45,936     | 6         | 15    |
| 4      | 3   | Daniel Ricciardo  | Red Bull Racing-TAG Heuer | 56      | +52,688     | 2         | 12    |
| 5      | 7   | Kimi Räikkönen    | Ferrari                   | 56      | +1.05,872   | 3         | 10    |
| 6      | 19  | Felipe Massa      | Williams-Mercedes         | 56      | +1.15,511   | 10        | 8     |
| 7      | 44  | Lewis Hamilton3   | Mercedes                  | 56      | +1.18,230   | 223       | 6     |
| 8      | 33  | Max Verstappen    | Toro Rosso-Ferrari        | 56      | +1.19,268   | 9         | 4     |
| 9      | 55  | Carlos Sainz, Jr. | Toro Rosso-Ferrari        | 56      | +1.24,127   | 8         | 2     |
| 10     | 77  | Valtteri Bottas   | Williams-Mercedes         | 56      | +1.26,192   | 5         | 1     |
| 11     | 11  | Sergio Pérez      | Force India-Mercedes      | 56      | +1.34,283   | 7         |       |
| 12     | 14  | Fernando Alonso   | McLaren-Honda             | 56      | +1.37,253   | 11        |       |
| 13     | 22  | Jenson Button     | McLaren-Honda             | 56      | +1.41,990   | 12        |       |
| 14     | 21  | Esteban Gutiérrez | Haas-Ferrari              | 55      | +1 omgang   | 18        |       |
| 15     | 27  | Nico Hülkenberg1  | Force India-Mercedes      | 55      | +1 omgang   | 131       |       |
| 16     | 9   | Marcus Ericsson   | Sauber-Ferrari            | 55      | +1 omgang   | 15        |       |
| 17     | 20  | Kevin Magnussen   | Renault                   | 55      | +1 omgang   | 17        |       |
| 18     | 94  | Pascal Wehrlein2  | Manor-Mercedes            | 55      | +1 omgang   | 212       |       |
| 19     | 8   | Romain Grosjean   | Haas-Ferrari              | 55      | +1 omgang   | 14        |       |
| 20     | 12  | Felipe Nasr       | Sauber-Ferrari            | 55      | +1 omgang   | 16        |       |
| 21     | 88  | Rio Haryanto      | Manor-Mercedes            | 55      | +1 omgang   | 20        |       |
| 22     | 30  | Jolyon Palmer     | Renault                   | 55      | +1 omgang   | 19        |       |
| Kilde: |     |                   |                           |         |             |           |       |

Noter til tabellerne:
- 1:  - Nico Hülkenberg fik en gridstraff på tre placeringer for at have mistet et hjul i Q2.[4]
- 2:  - Pascal Wehrlein satte ikke en tid indenfor 107% af hurtigste tid i Q1. Han fik tilladelse til at starte i løbet af løbsledelsen.[2]
- 3:  - Lewis Hamilton havde allerede pådraget sig en gridstraf på fem placeringer for gearkasseskift, og satte derefter ingen kvalifikationstid. Han fik tilladelse fra løbsledelsen til at starte i løbet, og gridstraffen blev så iværksat sådan at han havnede bagerst i startgriden.[2]

## Stillingen i mesterskaberne efter løbet
| Nr | +/- | Kører             | Point |
| -- | --- | ----------------- | ----- |
| 1  |     | Nico Rosberg      | 75    |
| 2  |     | Lewis Hamilton    | 39    |
| 3  |     | Daniel Ricciardo  | 36    |
| 4  | 2   | Sebastian Vettel  | 33    |
| 5  | 1   | Kimi Räikkönen    | 28    |
| 6  | 1   | Felipe Massa      | 22    |
| 7  | 4   | Daniil Kvjat      | 21    |
| 8  | 3   | Romain Grosjean   | 18    |
| 9  | 1   | Max Verstappen    | 13    |
| 10 |     | Valtteri Bottas   | 7     |
| 11 | 2   | Nico Hülkenberg   | 6     |
| 12 |     | Carlos Sainz, Jr. | 4     |
| 13 |     | Stoffel Vandoorne | 1     |
| 14 |     | Kevin Magnussen   | 0     |
| 15 | 2   | Sergio Pérez      | 0     |
| 16 | 1   | Jolyon Palmer     | 0     |
| 17 | 1   | Marcus Ericsson   | 0     |
| 18 | –   | Fernando Alonso   | 0     |
| 19 | 1   | Jenson Button     | 0     |
| 20 | 2   | Pascal Wehrlein   | 0     |
| 21 | 2   | Felipe Nasr       | 0     |
| 22 | –   | Esteban Gutiérrez | 0     |
| 23 | 2   | Rio Haryanto      | 0     |

| Nr | +/- | Konstruktør          | Point |
| -- | --- | -------------------- | ----- |
| 1  |     | Mercedes             | 114   |
| 2  |     | Ferrari              | 61    |
| 3  |     | Red Bull-TAG Heuer   | 57    |
| 4  |     | Williams-Mercedes    | 29    |
| 5  |     | Haas-Ferrari         | 18    |
| 6  |     | Toro Rosso-Ferrari   | 17    |
| 7  |     | Force India-Mercedes | 6     |
| 8  |     | McLaren-Honda        | 1     |
| 9  |     | Renault              | 0     |
| 10 |     | Sauber-Ferrari       | 0     |
| 11 |     | Manor-Mercedes       | 0     |